# Takata Yasuma
Takata Yasuma (japanisch 高田 保馬; geboren 27. Dezember 1883 in der Präfektur Saga; gestorben 2. Februar 1972) war ein japanischer Soziologe.

## Leben und Wirken
Takata Yasuma machte 1910 seinen Abschluss an der Philosophischen Fakultät der Kaiserlichen Universität Kyōto, an der er unter dem Soziologieprofessor Yoneda Shōtarō (米田 庄太郎; 1873–1945) studiert hatte. Nach seinem Studium an der Graduiertenschule der Universität war er nacheinander Lehrer an der Hiroshima Higher Normal School (広島高等師範学校), Professor an der „Tokyo University of Commerce“ (東京商科大学, Tōkyō shōka daigaku), der Vorläufereinrichtung der Hitotsubashi-Universität, dann an der Universität Kyūshū. 1929 wurde er Professor an der seiner Alma Mater, der Universität Kyōto, und von 1942 bis 1945 Direktor des Forschungsinstituts für Ethnologie (民族研究所, Minzoku kenkyūsho).
Nach dem Zweiten Weltkrieg wurde Takata zunächst aus dem Lehrberuf ausgeschlossen, wurde dann aber 1951 als Professor an der Universität Osaka wieder eingestellt. 1964 wurde er als Person mit besonderen kulturellen Verdiensten ausgezeichnet. Sein System der Soziologie, die „Takada-Soziologie“, wurde mit „Shakaigaku genri“ (社会学原理) – „Soziologische Prinzipien“ 1919, „Shakaigaku gairon“ (社会学概論) – „Einführung in die Soziologie“ 1922 und „Shakai kankei no kenkyū“ (社会関係の研究) – „Forschung zu Sozialbeziehungen“ 1926 vervollständigt. Indem er die Soziologie als spezielle Soziologie positionierte, widersetzte er sich der allgemeinen soziologischen Richtung von Comte (1798–1857) und Spencer (1820–1903). Er definierte Gesellschaft als „Vereinigung von Gleichgesinnten“ oder „Vorbereitung zum unbegrenzten Kontakt“ und betrachtete die Soziologie als das Studium menschlicher Bindungen.
Takata bediente sich zur Erklärung von Gesellschaftsstruktur und Gesellschaftswandel der beiden Prinzipien „Homogenisierung durch Geselligkeit“ und „Heterogenität durch Machtstreben“ und stellte mit der Betonung materialistischer und idealistischer Sichtweisen ein neues Prinzip der Entwicklung der Gesellschaft vor. Seine konjunktive Soziologie war so einflussreich, dass sie Vierkandt (1867–1953) und Simmel (1858–1918) in Deutschland und MacIver (1882–1970) in den Vereinigten Staaten und andere beeinflusste. In seinen späteren Jahren widmete er sich als Ökonom seiner Forschung. Darüber hinaus war er auf verschiedenen Gebieten aktiv, wie etwa „Minzoku-ron“ (民族論) – „Theorie der Ethnik“ 1941. 
Die Universität Kyōto und die Universität Osaka ehrten Takata als Meiyo Kyōju